# Mojigul Jamdamova
Mojigul Jamdamova (Ferganá, 2 de octubre de 1995) es una deportista uzbeka que compite en atletismo adaptado. Ganó dos medallas en los Juegos Paralímpicos de Verano, oro en Tokio 2020 y bronce en París 2024.

## Palmarés internacional
| Juegos Paralímpicos | Juegos Paralímpicos | Juegos Paralímpicos | Juegos Paralímpicos |
| Año                 | Lugar               | Medalla             | Prueba              |
| ------------------- | ------------------- | ------------------- | ------------------- |
| 2020                | Tokio (Japón)       | Medalla de oro      | Disco F57           |
| 2024                | París (Francia)     | Medalla de bronce   | Disco F57           |